# Mitranthes macrophylla
Mitranthes macrophylla är en myrtenväxtart som beskrevs av George Richardson Proctor. Mitranthes macrophylla ingår i släktet Mitranthes och familjen myrtenväxter. IUCN kategoriserar arten globalt som akut hotad.
Artens utbredningsområde är Jamaica. Inga underarter finns listade i Catalogue of Life.